# نیتیوکس
نیتیوکس (انگلیسی: Nativex) شرکت تبلیغات آمریکایی است، که در سال ۲۰۰۰ تأسیس شد.